# Famille de Boissieu
Pour les articles homonymes, voir Boissieu.
La famille de Boissieu est une famille subsistante de la noblesse française, anoblie en 1784 et 1787, originaire du Forez (Loire), puis établie à Lyon.
Cette famille compte plusieurs chefs d'entreprise et hauts fonctionnaires parmi ses membres. Elle a notamment un chef d'état-major de l'armée de terre, un économiste professeur à l’université de Paris I Panthéon-Sorbonne et un secrétaire général du Conseil de l'Union européenne.

## Histoire
La famille de Boissieu est originaire de Boën-sur-Lignon et de Saint-Germain-Laval, en Forez (Loire).[réf. nécessaire]
Jean Boissieu fut pourvu en 1608 de la charge de secrétaire de la princesse Marguerite de Valois, qui avait été reine de France de 1589 à 1599 (la reine Margot) comme épouse du roi Henri IV, puis de secrétaire de la chambre et maitre de la garde-robe de la même princesse. Ces fonctions lui conférèrent une noblesse personnelle non héréditaire.
Elle fut anoblie en 1784 et 1787.
Un rameau de la branche ainée a adopté le nom de Boissieu Déan de Luigné après alliance de 1868 avec Jeanne Déan de Luigné.[réf. nécessaire]
Recensée en 2002 comme l'une des familles subsistantes de noblesse française, elle est adhérente à l'Association d'entraide de la noblesse française, depuis 1936. Selon Régis Valette (2002), elle comptait 103 représentants masculins.

## Filiation

### Premiers degrés
Jean Boissieu épousa en 1618 à Boën-sur-Lignon (Forez) Catherine Arthaud, dont il eut :
- Antoine Boissieu, prêtre jésuite et écrivain
- Maurice Boissieu, marié le 16 novembre 1650 à Saint-Germain-Laval (Forez) avec Jeanne Champagny, dont : 
  - Jean Marie Boissieu, docteur en médecine à Roanne, marié le 9 juillet 1691 à Saint-Germain-Laval (Forez) avec Marguerite Jacquette, dont :
    - Jacques Louis de Boissieu, docteur en médecine à Lyon, marié le 15 décembre 1729 à Lyon avec Antoinette Vialis, dont[1] :
      - Barthélémy de Boissieu (1734-1770), docteur en médecine à Lyon
      - Jean-Jacques de Boissieu (1736-1810), artiste graveur, trésorier de France au bureau des finances de Lyon de 1771 à 1790
      - Louis Joseph de Boissieu, chanoine
      - Jean Baptiste Louis de Boissieu (1739-1812), docteur en médecine à Lyon

Jean-Jacques de Boissieu demanda et obtint du roi Louis XVI des lettres patentes d'anoblissement en 1784.
En 1787, la Chambre des comptes de Dijon le maintint dans sa noblesse avec son frère cadet Jean Baptiste Louis de Boissieu.
Les deux frères participèrent en 1789 aux assemblées de la noblesse tenues à Lyon.

### Branche ainée
Jean-Jacques de Boissieu (1736-1810) épousa en 1773 Anne-Roch de Valous, dont il eut :
- Jean Louis de Boissieu (1777-1855), marié en 1807 à Lyon avec Marie Louise Berthaud de Taluyers, dont :
  - Alphonse de Boissieu (1807-1886), membre correspondant de l'Institut, marié en 1833 avec Antoinette Boulard de Gatellier, dont :
    - Amédée de Boissieu (1834-1906)

  - Claude Roch de Boissieu (1809-1880), marié en 1834 avec Marie Louise Dugas de La Boissony, dont :
    - Victor de Boissieu (1837-1901)
    - Henry de Boissieu (1842-1918), auteur du rameau "de Boissieu Déan de Luigné", dont son petit-fils :
      - Alain de Boissieu Déan de Luigné (1914-2006), général d'armée, gendre du général de Gaulle

### Branche cadette du Tiret
Cette branche s'est établie au château du Tiret, à Ambérieu-en-Bugey (Ain), puis à Paris.
Jean Baptiste Louis de Boissieu (1739-1812) épousa en 1782 à Lyon Marie Françoise de Valous (sœur d'Anne-Roch de Valous), dont il eut :
- Claude Victor de Boissieu du Tiret (1784-1868), botaniste, conseiller général de l'Ain, marié en 1818 à Paris avec Henriette Grel, dont :
  - Hippolyte André de Boissieu (1822-1881), marié à Alice de Salvaing de Boissieu
    - (Claude Marie) André de Boissieu (1860-1941), général de cavalerie
    - (Sabin Joseph Edmond) Ambroise de Boissieu (1863-1950), religieux (dominicain)
    - (Marie Joseph) Louis de Boissieu (1874-1963), religieux, curé de l'église Saint-Jacques-le-Majeur de Montrouge
    - (Marie Joseph) Michel de Boissieu (1878-1915), religieux (dominicain), mort pour la France
    - (Marie) Antoine de Boissieu (1881-1976)
      - Henri de Boissieu (1911-2003)
        - Gérard de Boissieu (né en 1938)
          - Sylvain de Boissieu (1969-2014)

      - Michel de Boissieu (1917-2009)
        - Pierre de Boissieu (né en 1945)
        - Christian de Boissieu (né en 1947)

## Personnalités

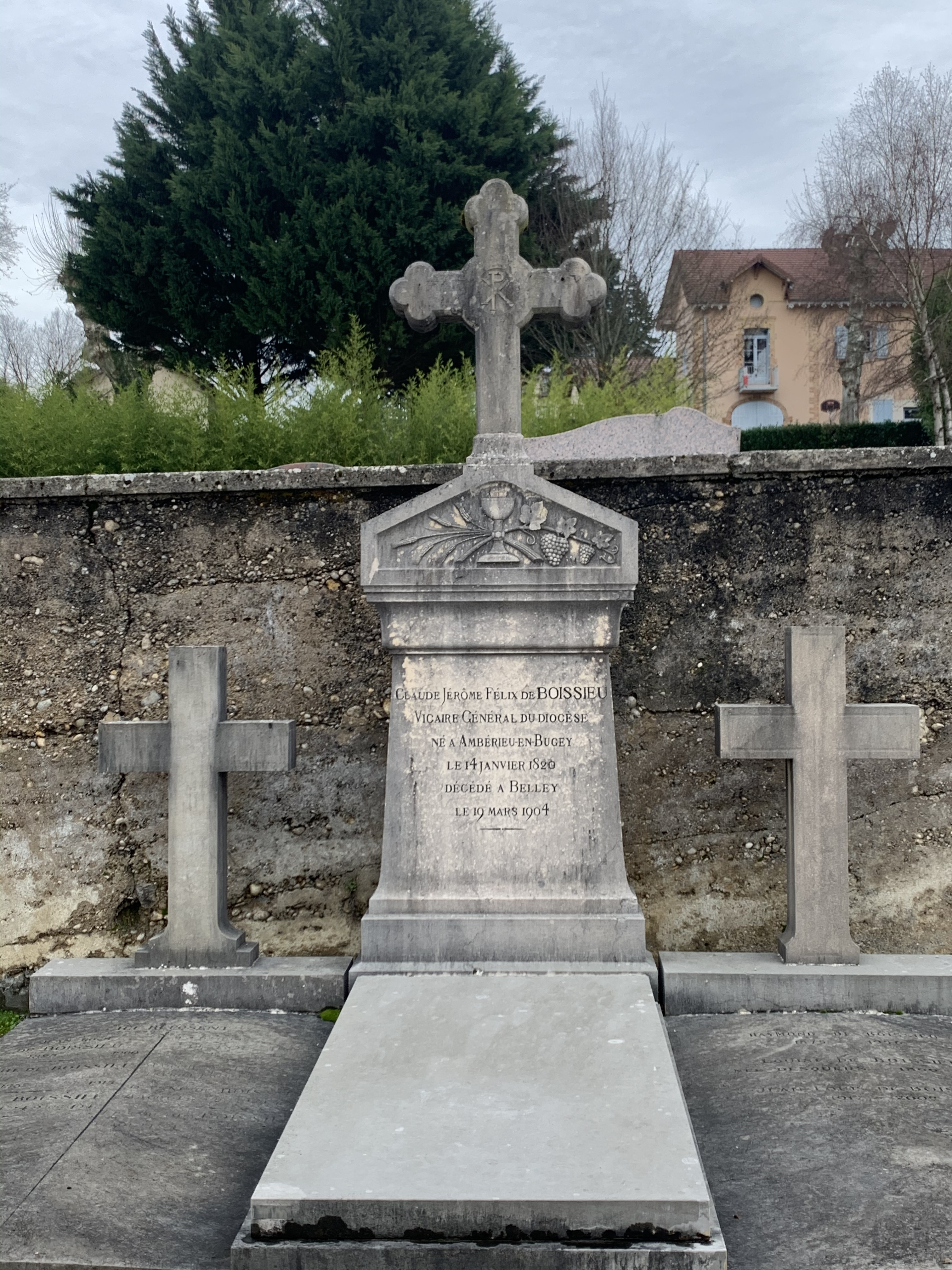
Tombe de Félix de Boissieu (1819-1904) au cimetière de Belley.

- Antoine Boissieu (1623-1691), jésuite lyonnais.
- Jean-Jacques de Boissieu (1736-1810), artiste graveur lyonnais.
- Claude Victor de Boissieu (1784-1868), botaniste, artiste, maire d'Ambérieu-en-Bugey et conseiller général de l'Ain.
- Alphonse de Boissieu (1807-1886), archéologue et épigraphe, membre correspondant de l'Institut de France.
- Félix de Boissieu (1819-1904), vicaire général du diocèse de Belley.
- Maurice de Boissieu (1844-1933), homme d’affaires, historien local et archéologue.
- Claude André de Boissieu (1860-1941), général de division.
- Père Ambroise de Boissieu (1863-1950), dominicain et écrivain.
- Henri de Boissieu (1871-1912), botaniste.
- abbé Louis de Boissieu (1874-1963), chanoine honoraire de Paris, curé de Saint-Jacques-le-Majeur à Montrouge (1927-1951) lors de la bénédiction de la nouvelle église, le 5 décembre 1937, ce qui explique la présence des armes des Boissieu à droite dans le vitrail du chœur.
- Albert de Boissieu (1896-1981), inspecteur des finances et chef d'entreprise.
- Georges de Boissieu (1911-1991), général de brigade.
- Alain de Boissieu Déan de Luigné (1914-2006), général d'armée, compagnon de la Libération, gendre du général de Gaulle, ancien chef d'état-major de l'Armée de terre.
- Michel de Boissieu (1917-2009), résistant, haut fonctionnaire et chef d'entreprise[4].
- Pierre de Boissieu (né en 1945), diplomate français, secrétaire général du Conseil de l'Union européenne (2009-2011).
- Christian de Boissieu (né en 1947), économiste, président du Conseil d'analyse économique (CAE) du gouvernement français (2003-2012).
- Laurent de Boissieu (né en 1973), journaliste politique à La Croix.
- Jean-Luc de Boissieu (né en 1949), haut fonctionnaire français et président de Smacl assurances[5].

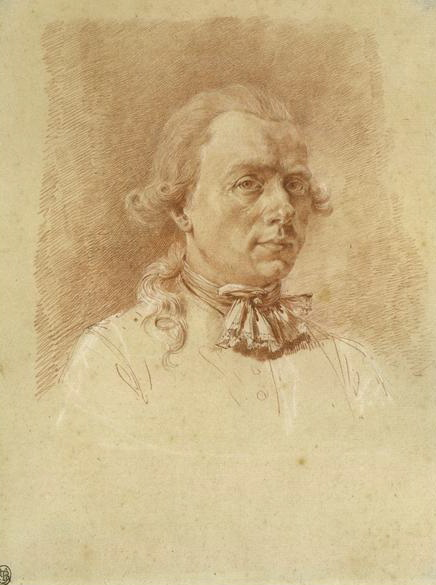
Jean-Jacques de Boissieu
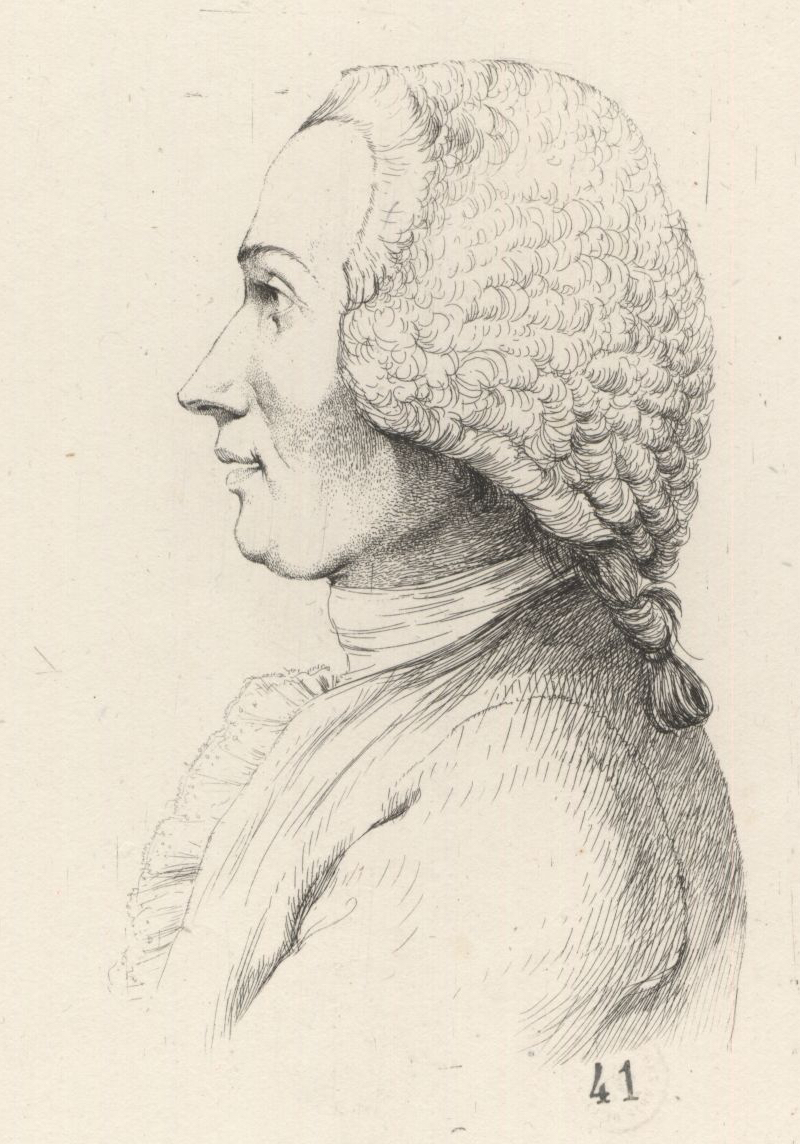
Barthélemy-Camille de Boissieu
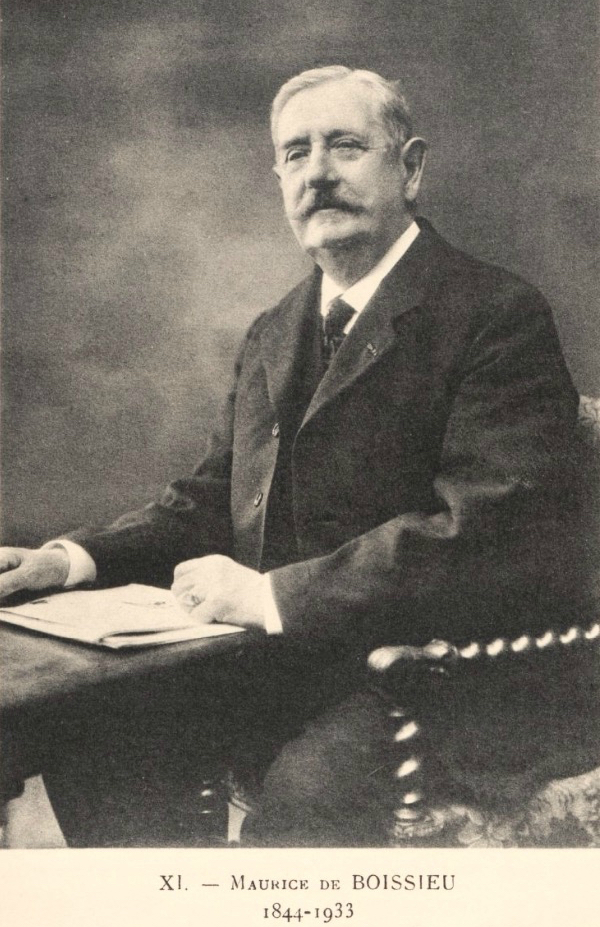
Maurice de Boissieu
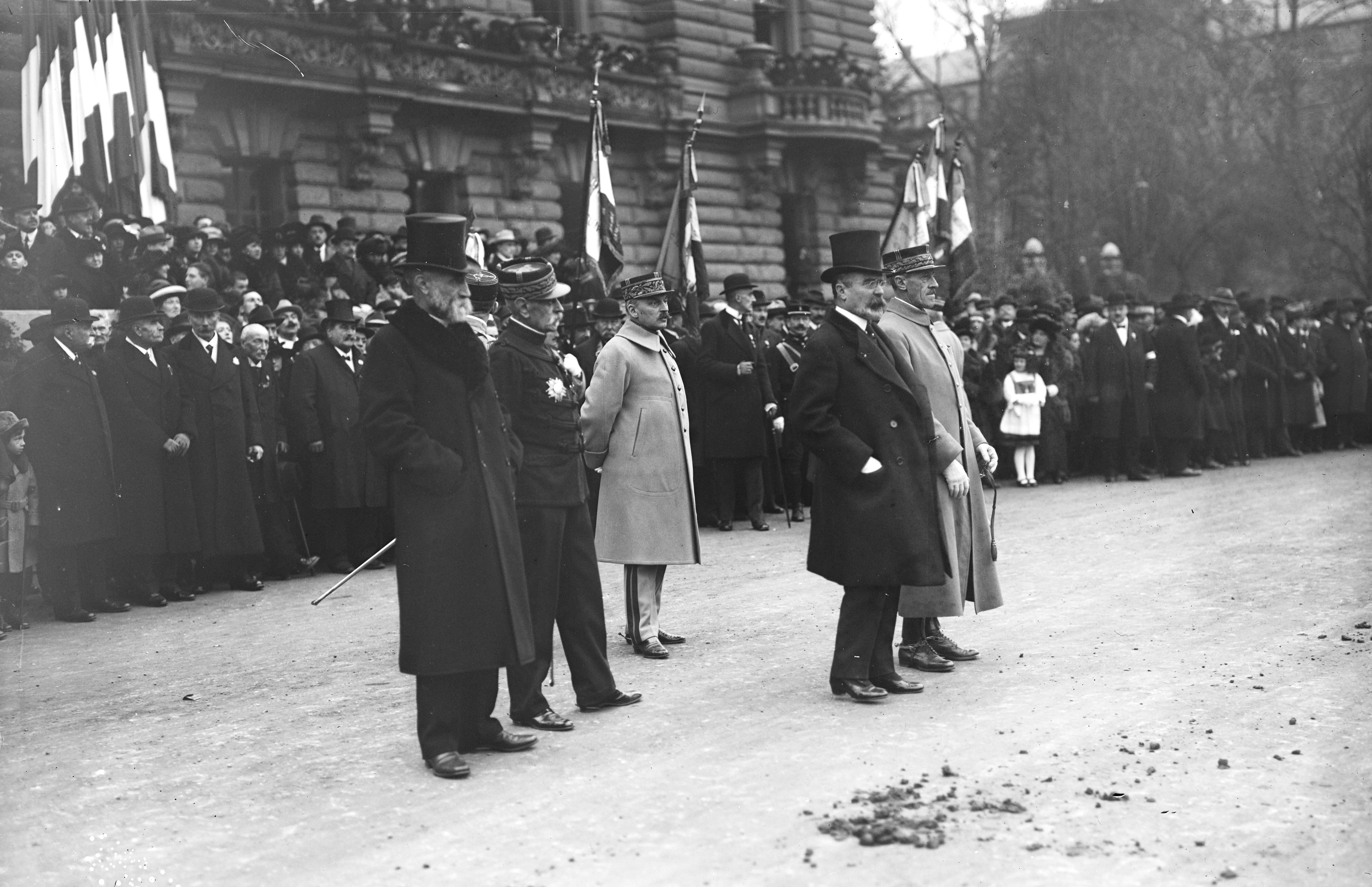
Georges de Boissieu
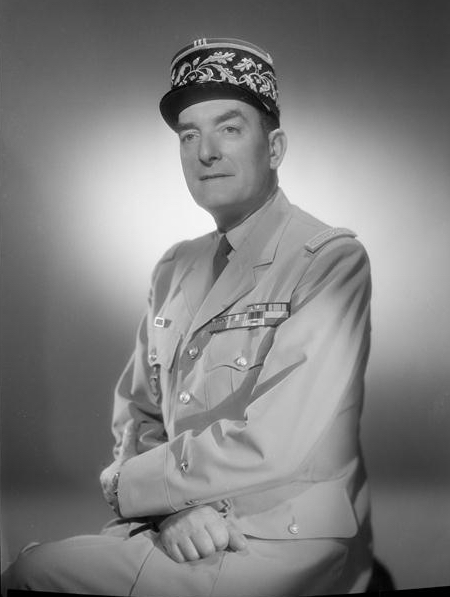
Alain de Boissieu
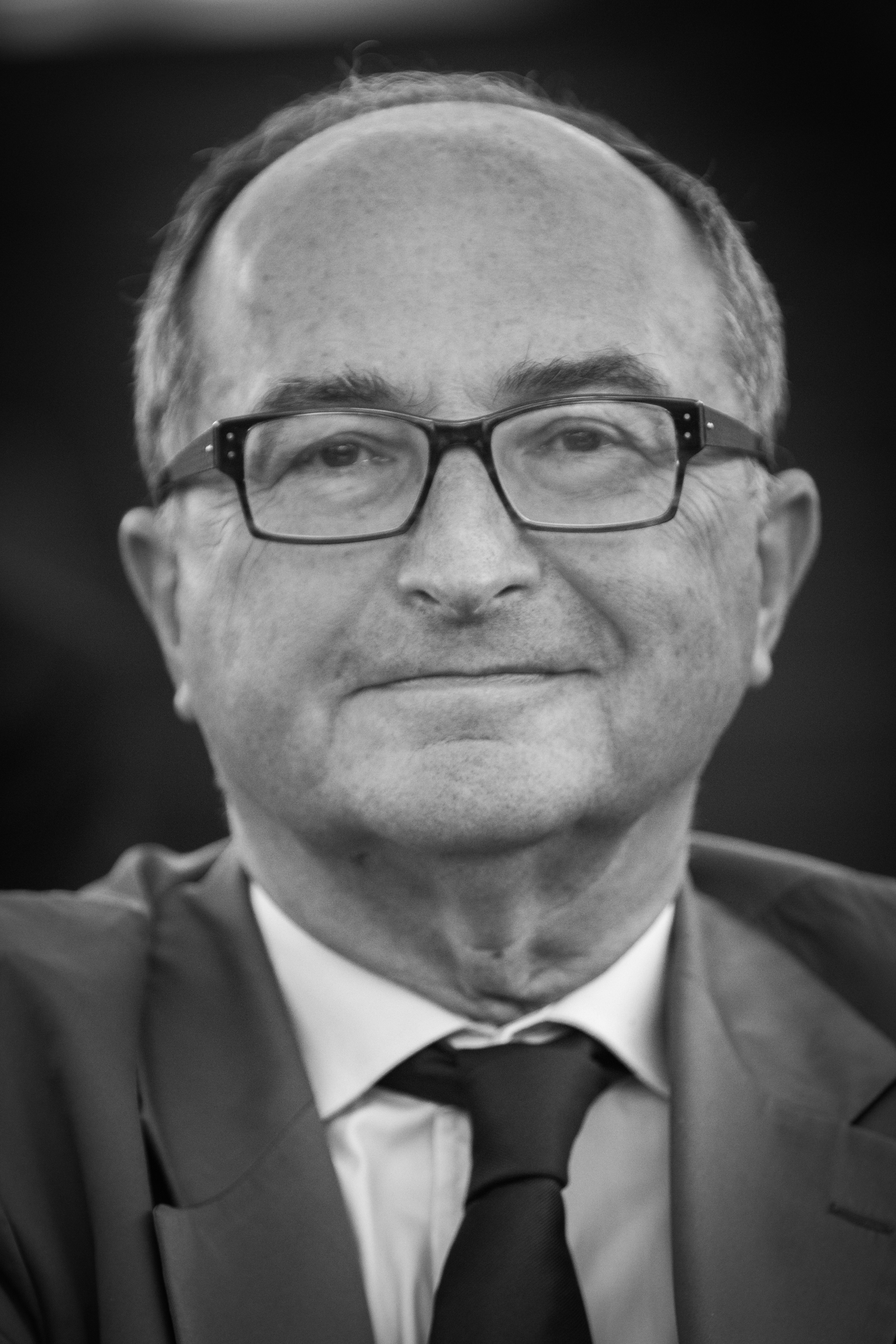
Christian de Boissieu

## Alliances
Les principales alliances de la famille de Boissieu sont : Arthaud (1618), Champagny (1650), Jacquette (1691), Vialis (1729), de Valous (1773 et 1782), Berthaud de Taluyers (1807), Grel (1818), Boulard de Gatellier (1833), Dugas de La Boissony (1834), Déan de Luigné (1868), Salvaing de Boissieu, Froger de Mauny, Costa de Beauregard (1895), de Dufort-Civrac de Lorge (1923 & 1956), du Laurent de la Barre (1928), de Gaulle (1946), Murat, de Riverieulx de Varax, des Courtils de Merlemont.

## Possessions et fiefs
La famille de Boissieu n'a jamais possédé de fief.

## Armoiries
Les armes de la famille de Boissieu se blasonnent ainsi : D'azur au chevron d'or, chargé à la pointe d'un trèfle d'azur.,